# Карпилівка (Охтирський район)
Карпи́лівка —  село в Україні, в Охтирському районі Сумської області. Населення становить 186 осіб. Входить до складу Комишанської сільської громади. 

## Географія
Село Карпилівка знаходиться на відстані 5 км від річки Ташань. Примикає до села Гусарщина. По селу протікає пересихаючий струмок з загатами. Поруч проходить автомобільна дорога Т 1705.

## Історія
Перші згадки відносяться до першої половини XVII століття (як хутір Спаскоісковщина).
1721 — село Карпилівка подаровано батькові Охтирського полкового судді М. Надаржинського.
2008 рік — закрита Карпилівська школа І ст., у зв'язку з відсутністю дітей шкільного віку.
12 червня 2020 року, відповідно до розпорядження Кабінету Міністрів України № 723-р «Про визначення адміністративних центрів та затвердження територій територіальних громад Сумської області», село увійшло до складу Комишанської сільської громади.
19 липня 2020 року, в результаті адміністративно-територіальної реформи та ліквідації Охтирського району(1923-2020), село увійшло до складу новоутвореного Охтирського району.